# Cavalleria rusticana (pel·lícula de 1953)
Cavalleria rusticana és una pel·lícula musical italiana rodada en 3-D el 1953 i dirigida per Carmine Gallone. La pel·lícula està basada en l'òpera Cavalleria rusticana i protagonitzada per May Britt, Anthony Quinn, Ettore Manni i Kerima. En la versió italiana Quinn fou doblada per Tito Gobbi.
Els conjunts de la pel·lícula van ser dissenyats pel director artístic Gastone Medin. Fou seleccionada al Festival Internacional de Cinema de Sant Sebastià 1955, però no assolí premi.

## Repartiment
- May Britt - Santuzza
- Ettore Manni - Turiddu
- Kerima - Lola
- Anthony Quinn - Alfio
- Virginia Balestrieri - Mamma Lucia
- Umberto Spadaro - Oncle Brasi
- Grazia Spadaro - Tia Camilla